# Rewiatycze (gmina)
Rewiatycze (lub Rewjatycze) – dawna gmina wiejska istniejąca do 1932 roku w woj. poleskim (obecnie na Białorusi). Siedzibą gminy były Rewiatycze.
W okresie międzywojennym gmina należała do powiatu prużańskiego w woj. poleskim. 22 stycznia 1926 roku do gminy Rewiatycze przyłączono część obszaru zniesionej gminy Czerniaków, natomiast część obszaru  gminy Rewiatycze przyłączono do gmin Międzylesie (nowo utworzonej) i Bereza Kartuska.
1 kwietnia 1932 gminę Rewiatycze zniesiono, a jej obszar włączono do gmin Malecz i Siechniewicze (nowo utworzonej).